# Daniela Jerónimo
Daniela Jerónimo García (Almuñécar, 17 de febrero de 2001) es una jugadora de balonmano española que juega de lateral en el Zonzamas de Lanzarote.

## Trayectoria
Daniela se formó en las filas del Balonmano Almuñécar, desde dónde se trasladó a Málaga para jugar en el equipo de División de Honor Plata del Málaga Costa del Sol, el Málaga Norte. Su desempeño con el filial le permitió dar el salto y debutar con el equipo de División de Honor en 2021 en un partido ante el Uneatlántico Pereda. Esa misma temporada debutó en la EHF European Cup con el conjunto malagueño y fue partícipe del primer título europeo de las panteras, la EHF European Cup. Con el filial, ese mismo año, anotó 130 goles en 26 partidos.
Tras los años en el Málaga Norte fichó por el Soliss Pozuelo, para jugar en la División de Honor Oro durante la 2022/23 con las espartanas. A finales de la temporada se anunció su fichaje por el Balonmano Uneatlántico Pereda cántabro. En División de Honor Oro anotó 109 tantos en la temporada 2023/24.
Para la 2024/25 fichó por el Motivemarket.com Gijón en la Liga Guerreras Iberdrola. En la complicada temporada del equipo asturiano, ha anotado 60 goles. En 2025 se anunció su fichaje por el Zonzamas.

## Títulos y premios

### Clubes
- 1 x EHF European Cup (2020/21)

### Individuales
- Deportista del año 2024 de Almuñecar.[11]